# Thouet
Le Thouet est une rivière de l'Ouest de la France, dans les deux départements Maine-et-Loire et Deux-Sèvres, en régions Pays de la Loire et Nouvelle-Aquitaine, un des derniers affluents de la rive gauche de la Loire.

## Étymologie
Le nom Thouet a pour origine un hydronyme gaulois sur lequel les spécialistes n'ont pas trouvé d'accord. Selon certains de ces derniers, il s'agit du mot tava signifiant tranquille, suivi du suffixe -Aris où se retrouve la racine hydronymique Ar, pour d'autres[Qui ?] de toaro dont le sens reste obscur. Ce toponyme se retrouve également dans les noms de Thouars et du Thouaret, un des affluents de la rivière. Avant que le mot de Thouet ne se fixât au XVIIe siècle, le cours d'eau fut appelé Fluvius Toarum au IXe siècle, Fluvius Touverii autour de l'an mil, puis Thoer dans différents textes du XIVe siècle ou encore Thoué vers 1567.

## Géographie

### Le cours du Thouet

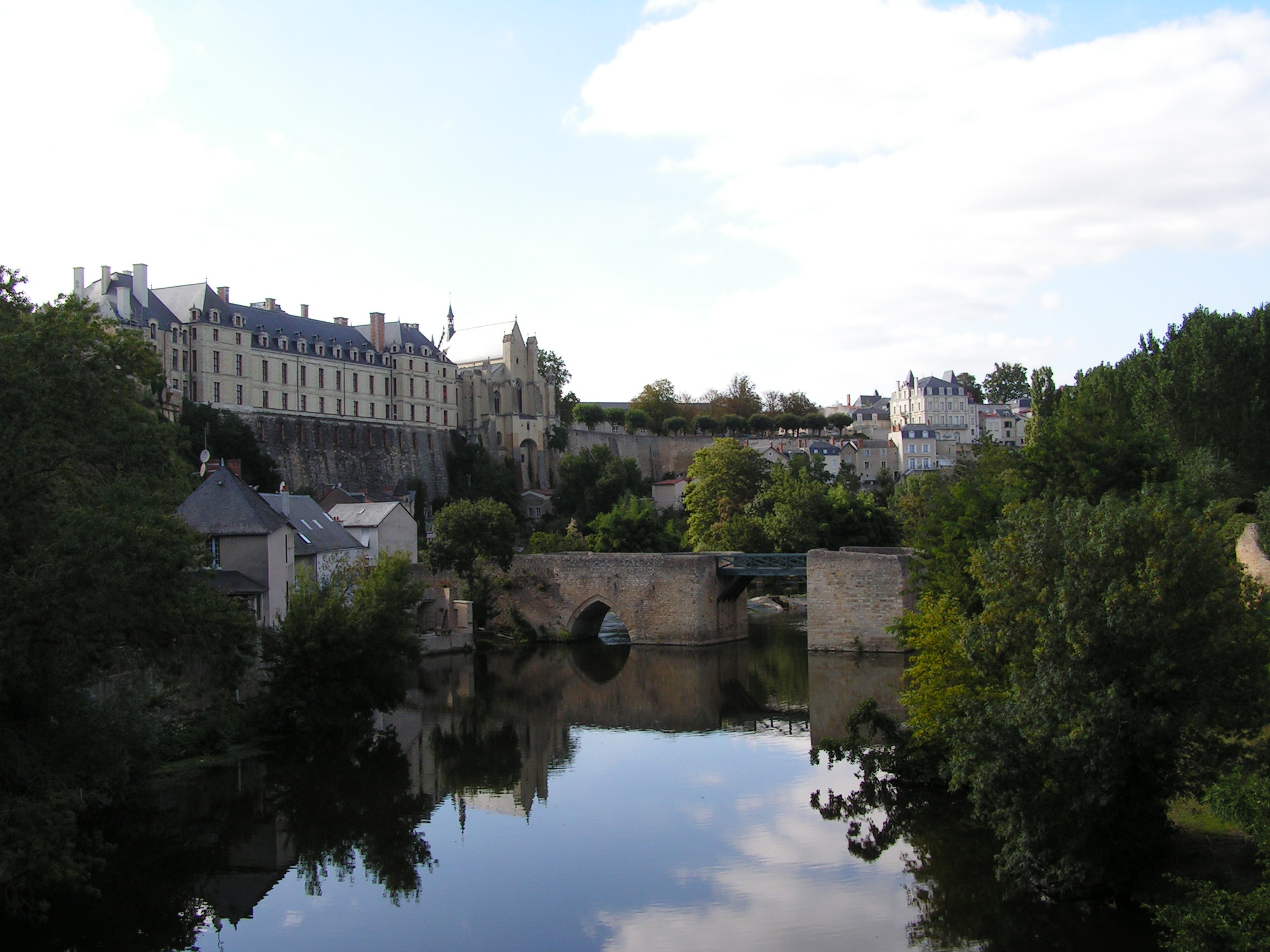
Château des ducs de la Trémoïlle et sa chapelle surplombant le Thouet et le pont des Chouans à Thouars.

Long de 142,6 km, le Thouet naît en Gâtine poitevine, dernier avatar méridional, avec le Bocage vendéen, du Massif armoricain, à 225 mètres d'altitude. Sa source, localisée à l'ouest du département des Deux-Sèvres, près de la ferme de la Pointerie sur le territoire de la commune de Le Beugnon, près de Secondigny, est voisine de celle de la Sèvre nantaise. La rivière parcourt ensuite deux entités géologiques très différentes qui expliquent les multiples aspects que présente son cours :
- au sud et à l'ouest, le Massif armoricain aux terrains granitique de l'ère primaire, constitués de roches éruptives et métamorphiques. Ces terrains peu perméables ne peuvent donner naissance à un aquifère d'importance mais constituent des zones de ruissellement des précipitations[5] ;
- au nord et à l'est, le Bassin parisien à la couverture sédimentaire d'origine marine formée de couches jurassiques calcaires de l'Aalénien supérieur au Callovien. La nature des roches permet ici la formation d'un aquifère dont les réserves en eau assure un soutien aux débits d'étiage[5].

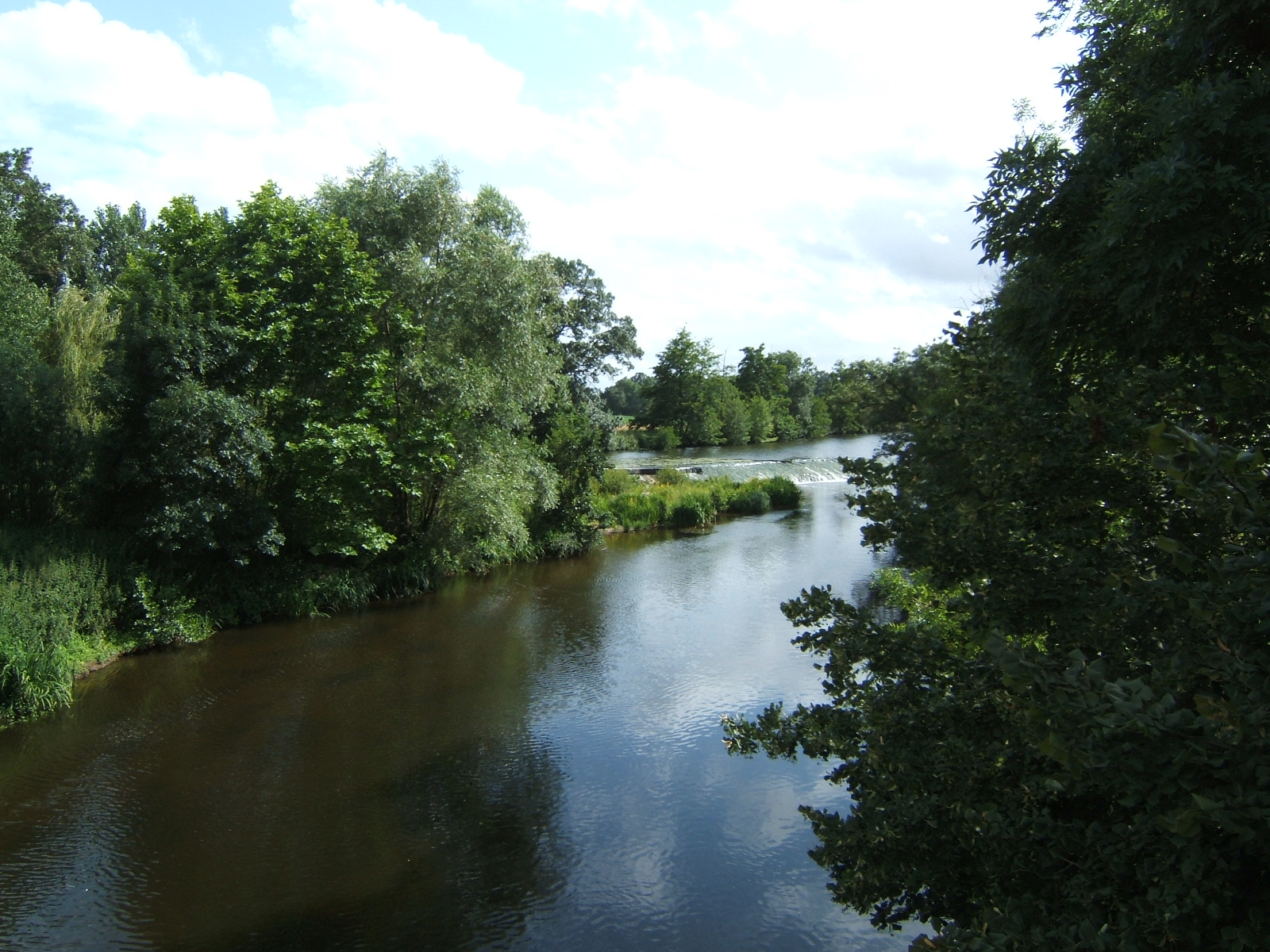
Le Thouet depuis le pont de Taizon.

Dans la première partie de son cours, la rivière suit d'abord une direction sud-ouest / nord-est jusqu'en aval de Parthenay où elle reçoit ses premiers affluents notables : le Palais et la Viette. Le Thouet coule alors dans une vallée peu encaissée selon un tracé caractérisé par de petits méandres dont l'existence est lié au faible débit du cours d'eau. De Parthenay à Saint-Loup-Lamairé où il reçoit les eaux du Cébron, le cours de la rivière s'incline progressivement vers le nord, direction à peu près constante, à l'exception d'une courte déviation entre Thouars, Taizon et Montreuil-Bellay, jusqu'à sa rencontre avec la Loire. Le Thouet commence à s'encaisser d'environ 25 m dans des granitoïdes hercyniens, mais ce matériau qui résiste bien à l'érosion exercée par un cours d'eau sur ses berges empêche la rivière d'élargir son lit qui demeure étroit. Les versants de la vallée présentent des pentes moyennes à fortes et forment de manière irrégulière des escarpements caractérisés par des replats étroits.
De Saint-Loup-Lamairé à Thouars, pénétrant dans des terrains calcaires du Jurassique inférieur et moyen, le Thouet coule dans une vallée ouverte et profonde d'une cinquantaine de mètres. Il alterne des sections rectilignes et des sections à méandres ; quelques kilomètres en amont de Thouars, l'un d'entre eux, ample et profond, forme le cirque de Missé offrant un décor abrupt et boisé assez inhabituel dans la France de l'ouest. De Thouars à Saint-Hilaire-Saint-Florent, lieu de sa confluence avec la Loire, le Thouet coule désormais sur des dépôts meubles du Cénomanien remblayée par des alluvions quaternaires. Sa vallée, correspond à une dépression large de 1 à 2 km, est peu marquée, ne s'encaissant qu'à deux reprises : à Montreuil-Bellay et dans son ultime course entre Varrains et son union avec le fleuve ligérien (il rencontre  de véritables falaises formées de craies et de calcaires crayo-argileux ou tuffeau). La rivière décrit quelques sinuosités mais qui n'ont pas l'ampleur des méandres rencontrés en amont.

### Hydrographie

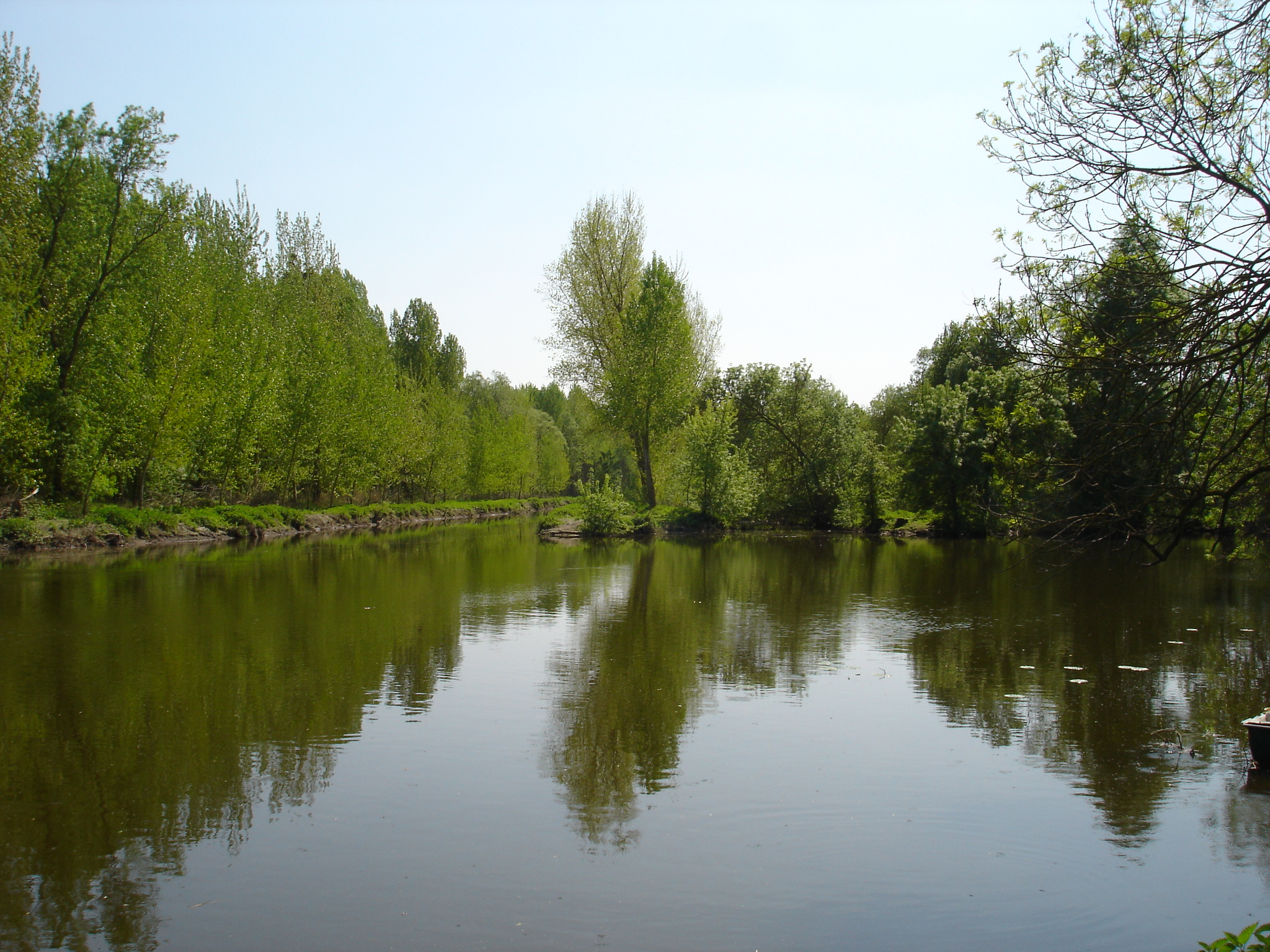
Le confluent du Thouet et de la Dive canalisée (à gauche) à Saint-Just-sur-Dive.

Le bassin versant du Thouet s'étend sur une superficie totale de 3 396 km2, se répartissant de manière inégale sur trois départements, le nord des Deux-Sèvres, le nord-ouest de la Vienne et la partie sud-est du Maine-et-Loire. Il présente une forme irrégulière dont l'altitude moyenne décroit progressivement du sud-ouest vers le nord-est, de la source vers l'embouchure de la rivière qui présente une pente moyenne de 2,5 ‰. Contrairement à d'autres cours d'eau, le Thouet ne dispose pas d'un bassin structuré, ses différents tributaires offrent une organisation irrégulière, le substratum très hétérogène n'ayant pas contribué à l'homogénéité du réseau hydrographique. Ce dernier présente la particularité d'être beaucoup plus dense sur la rive gauche où de nombreux affluents ont pris naissance dans la Gâtine poitevine que sur la rive droite où les seuls tributaires notables (tout particulièrement la Dive) viennent alimenter la rivière dans la dernière partie de son cours.
Contrairement à de nombreux cours d'eau français qui se sont dotés d'organismes de gestion de leur bassin versant et d'un Schéma d'aménagement et de gestion des eaux (SAGE), le Thouet et ses affluents ne disposent pas d'institution unique, leurs eaux sont gérées par plusieurs syndicats dont la collaboration laisse à désirer empêchant toute action concertée. Il est ainsi difficile de fournir des données précises sur le bassin sauf en termes purement géographiques. Limité par quatre villes formant un quadrilatère (Saumur au nord, Parthenay au sud, Bressuire à l'ouest, Loudun à l'est), ce bassin versant compte environ 200 000 habitants. Il demeure largement à dominante rurale avec une opposition existant entre la zone bocagère de l'ouest et du sud caractérisée par un habitat dispersé et la zone de campagne de champs ouverts, au nord et à l'est, à l'habitat groupé. Les villes sont rares et de taille modeste (sauf Saumur avec environ 30 000 habitants mais c'est d'abord une cité ligérienne) : Bressuire (18 000 hab.), Thouars (10 700 hab.), Parthenay (10 500 hab.), Loudun (7 700 hab.), Doué-la-Fontaine (7 500 hab.), Montreuil-Bellay (4 100 hab.).
Les principaux affluents du Thouet (d'amont en aval) sont :
- la Viette (16 km) à Parthenay en rive droite ;
- le Palais (24 km) à Parthenay en rive gauche ;
- le Cébron (29 km) à Saint-Loup-Lamairé en rive gauche ;
- le Thouaret (52 km) à Taizé-Maulais en rive gauche ;
- l'Argenton (71 km) à Saint-Martin-de-Sanzay en rive gauche ;
- la Losse (17 km) à Montreuil-Bellay en rive droite ;
- la Dive (72 km) à Saint-Just-sur-Dive en rive droite.

### Hydrologie
Le régime fluvial du Thouet, par la nature des terrains de son bassin versant, dépend étroitement des précipitations et des températures qui jouent un rôle déterminant dans son écoulement. Situé seulement à quelques dizaines de kilomètres du littoral Atlantique, le bassin est affecté par un climat océanique caractérisé par une amplitude thermique faible ; que ce soit à Niort à proximité de sa source ou à Saumur près de sa confluence, la température moyenne annuelle est de l'ordre de 12 °C (avec un minimum de janvier de l'ordre de 5 °C et un maximum de juillet de 20 °C). Les précipitations relativement régulières, en revanche, ne présentent pas la même homogénéité connaissant une décroissance selon un gradient sud-ouest / nord-est. Le cours amont du Thouet et de ses affluents de rive gauche, proche de la Gâtine vendéenne, connaissent des précipitations annuelles abondantes de l'ordre de 900 mm (avec un maximum de 1 058 mm à Saint-Aubin-le-Cloud). En revanche, la partie aval et la région drainée par la Dive à l'est, sont nettement moins arrosées, les précipitations s'abaissant à 700 mm, voire moins à Saint-Martin-de-Mâcon (506 mm).

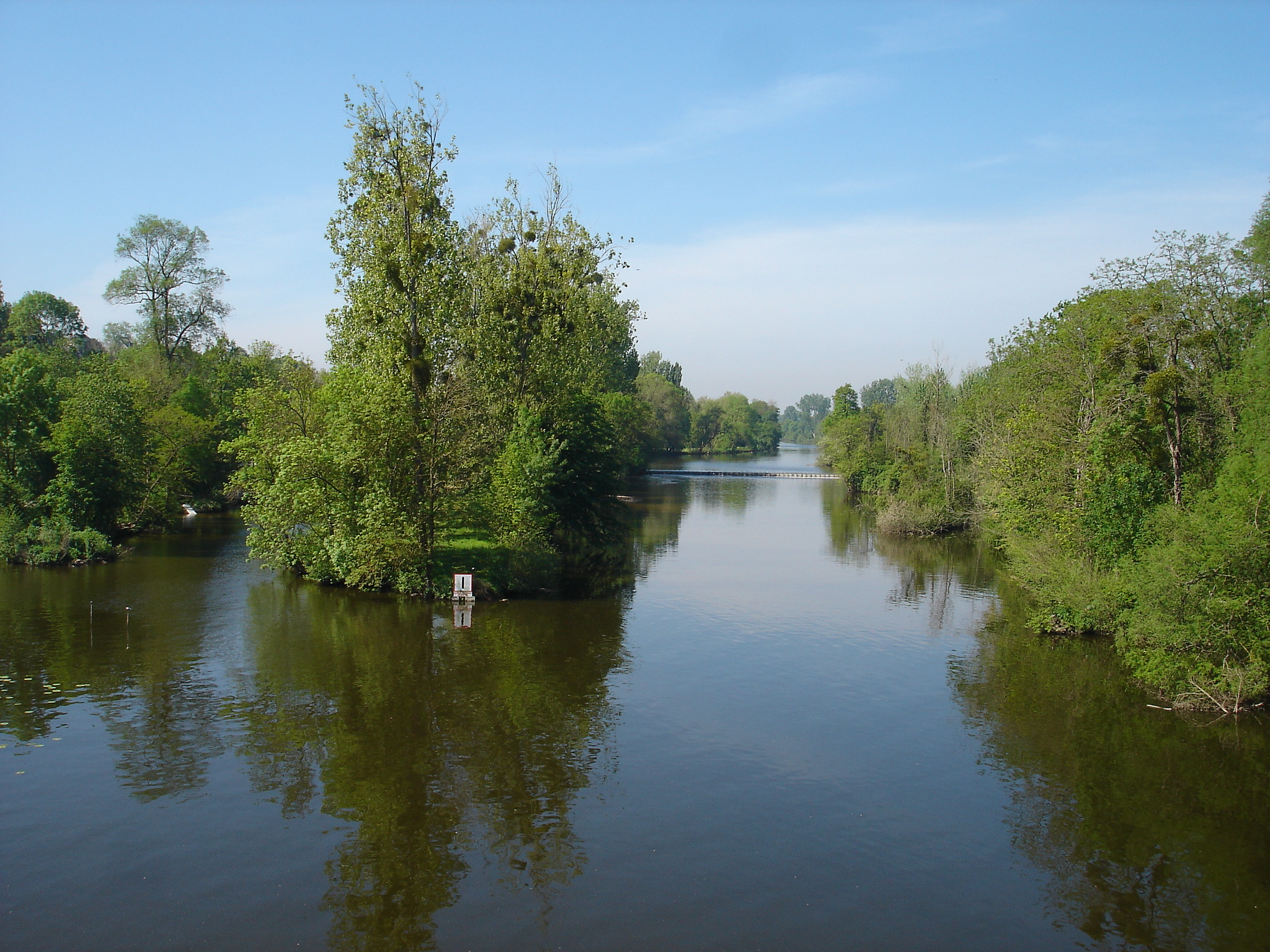
Le Thouet (vue vers l'amont à Montreuil-Bellay) ne présente pas toujours cet aspect de rivière tranquille.

Le débit mesuré à la station hydrologique du pont de Chacé, peu en amont de Saumur, à quelques kilomètres de la confluence avec la Loire, est en moyenne de 19 m3/s dans le cadre d'un régime pluvial océanique. Ce débit présente de très fortes variations annuelles avec une période de hautes eaux concentrée en hiver (respectivement 41,7 m3/s en janvier, 49,7 m3/s en février et 32,2 m3/s en mars) et des basses eaux particulièrement prononcées durant la période estivale : 3,99 m3/s en juillet, 2,98 m3/s en août, 3,07 m3/s en septembre. Le coefficient d'excessivité (rapport entre le débit mensuel le plus faible et le plus élevé) est très fort, de l'ordre de 16,68. Il s'explique par la nature des roches qui favorise un écoulement brutal et immédiat des précipitations conjugué à l'évapotranspiration plus forte en été que durant l'hiver. Ce type de régime peut conduire à une montée rapide des eaux en cas de précipitations abondantes et donc au risque de crues durant 7 mois de l'année (de la fin octobre au mois de mai). De longs épisodes pluvieux saturent complètement les sols du bassin versant et prennent la forme de crues lentes de plaine. Le fleuve sort de son lit mineur et ses eaux envahissent son lit majeur ; ces débordements sont lents, peu dangereux car les populations menacées peuvent être prévenues, ils n'en occasionnent pas moins de dégâts importants comme ce fut le cas en janvier 1998 ou en décembre 1999. En 1911, une crue du Thouet eut toutefois des conséquences dramatiques. Le 23 novembre, les eaux tumultueuses de la rivière emportèrent l'unique pile du pont métallique de la voie ferrée Angers - Poitiers à un kilomètre de la gare de Montreuil-Bellay alors qu'un convoi s'engageait sur l'ouvrage. La machine et trois voitures de voyageurs furent précipitées dans les flots et, malgré la diligence des sauveteurs, cette catastrophe ferroviaire fit 16 victimes.

## La navigation sur le Thouet
Qui découvre cette paisible rivière à la traversée d’un pont aurait peine à imaginer qu’elle fut autrefois couverte de lourds bateaux chargés à la descente principalement de vins, d’eaux de vie, de céréales, de tuffeaux, et à la remontée de charbons, d’ardoises, de plâtres et autres marchandises.
Comme sur de nombreux cours d'eau, il est impossible de déterminer l'époque à partir de laquelle des navires marchands commencèrent à circuler sur le Thouet. La première mention d'une navigation (ou plutôt de la possibilité d'emprunter le cours de la rivière) remonte  à l'année 1430 lorsque des marchands réunis en assemblée à Saumur soumirent le projet de rendre le cours d'eau navigable dans sa partie angevine, c'est-à-dire entre sa confluence avec la Loire et Montreuil-Bellay. La navigabilité du Thouet réclamait la création de trois portes marinières dans les chaussées des moulins existant en aval des ponts de Montreuil-Bellay pour permettre le passage des embarcations. Il est possible que des bateaux transportaient déjà des marchandises sur la rivière avant cette date, la cargaison étant transférée, à l'aide de grues, sur des embarcations différentes au passage de chaque obstacle. Le roi Charles VII autorisa le début des travaux par lettres patentes et trouva une solution pour leur financement en autorisant les seigneurs de Montreuil-Bellay (la famille d'Harcourt) à lever une taxe sur le vin qui allait transiter sur leurs terres. Les aménagements furent réalisés, sans que l'on sache avec exactitude la date de mise en service mais en 1435, il est question de réparations à effectuer sur les « portineaux au-dessus des grandes portes », ce qui peut s'interprêter par des « pertuis en amont des portes marinières principales ». Cela laisse supposer que, déjà à cette époque, existait un système archaïque d'écluses à sas : des bassins à portes marinières.

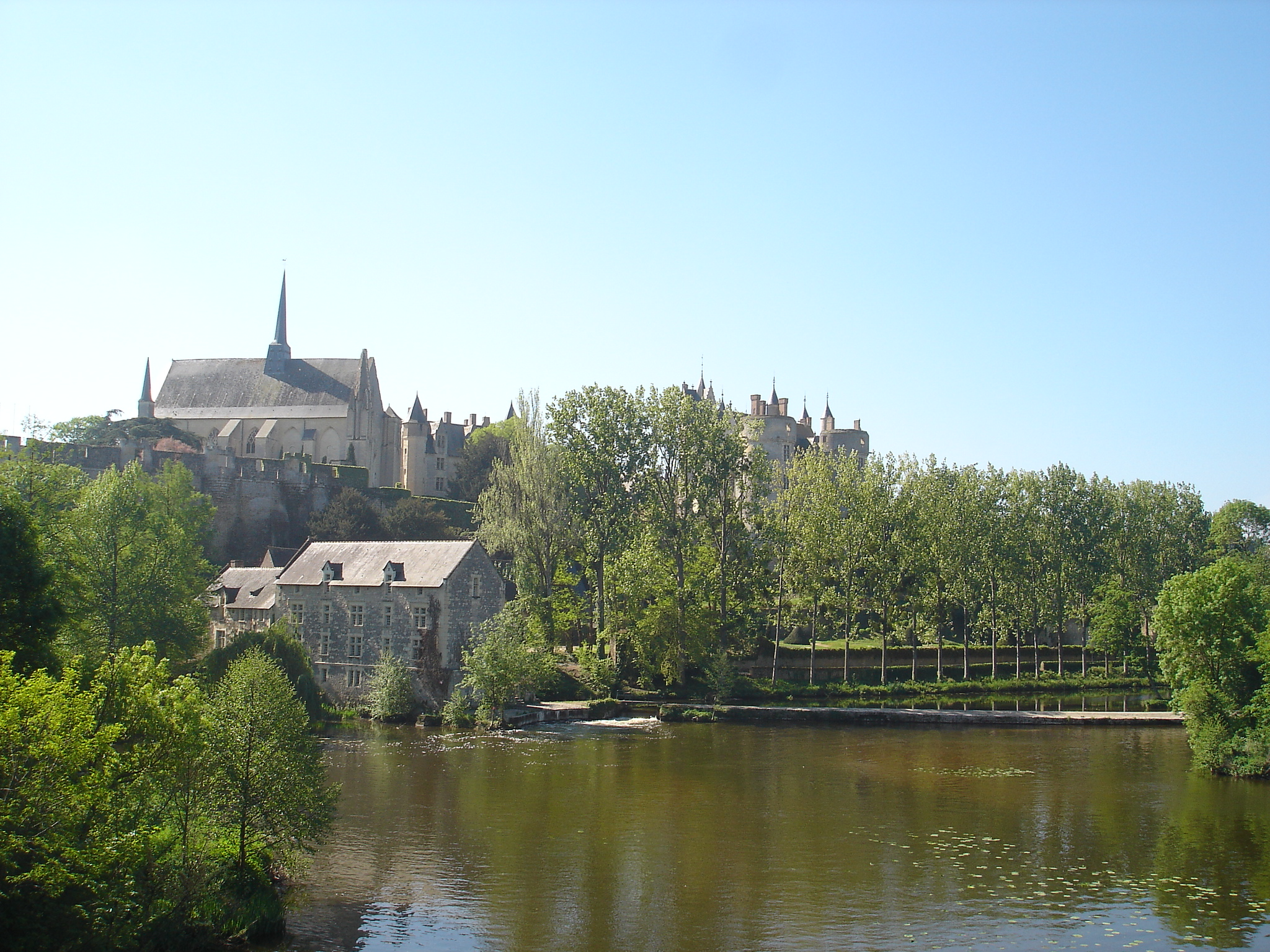
Le « nouveau port » de Montreuil-Bellay se situait au pied des remparts de la ville.

Aux XVe et XVIe siècles, un système d'écluses avec une seule porte marinière (ou peut-être deux à la fin du XVIe siècle, voir ci-dessus) permettait aux bateaux de franchir les chaussées des moulins, mais ce n'était pas sans danger car ils risquaient de chavirer, entraînés par le puissant courant provoqué lors de l'ouverture ; de plus, dans le cas où la porte était simple, cette ouverture provoquait une importante perte d’eau conduisant à l'arrêt de l'activité des moulins pour une période plus ou moins longue. En 1608, la présence de trois bassins à portes marinières (bassins fermés par deux de ces dernières) est attestée, l'un à la Salle, anciennement Saint-Hilaire-le-Doyen, les deux autres à Rimodan et à Bron, commune du Coudray-Macouard ; ce dernier étant aujourd’hui le seul accessible au public. Toutefois en 1608, les spécialistes ne savent déterminer s'il s'agissait de créer de nouveaux bassins à portes marinières (alors que la technique de l'écluse à sas « moderne » était quasiment au point) ou de réparer ceux existant déjà.

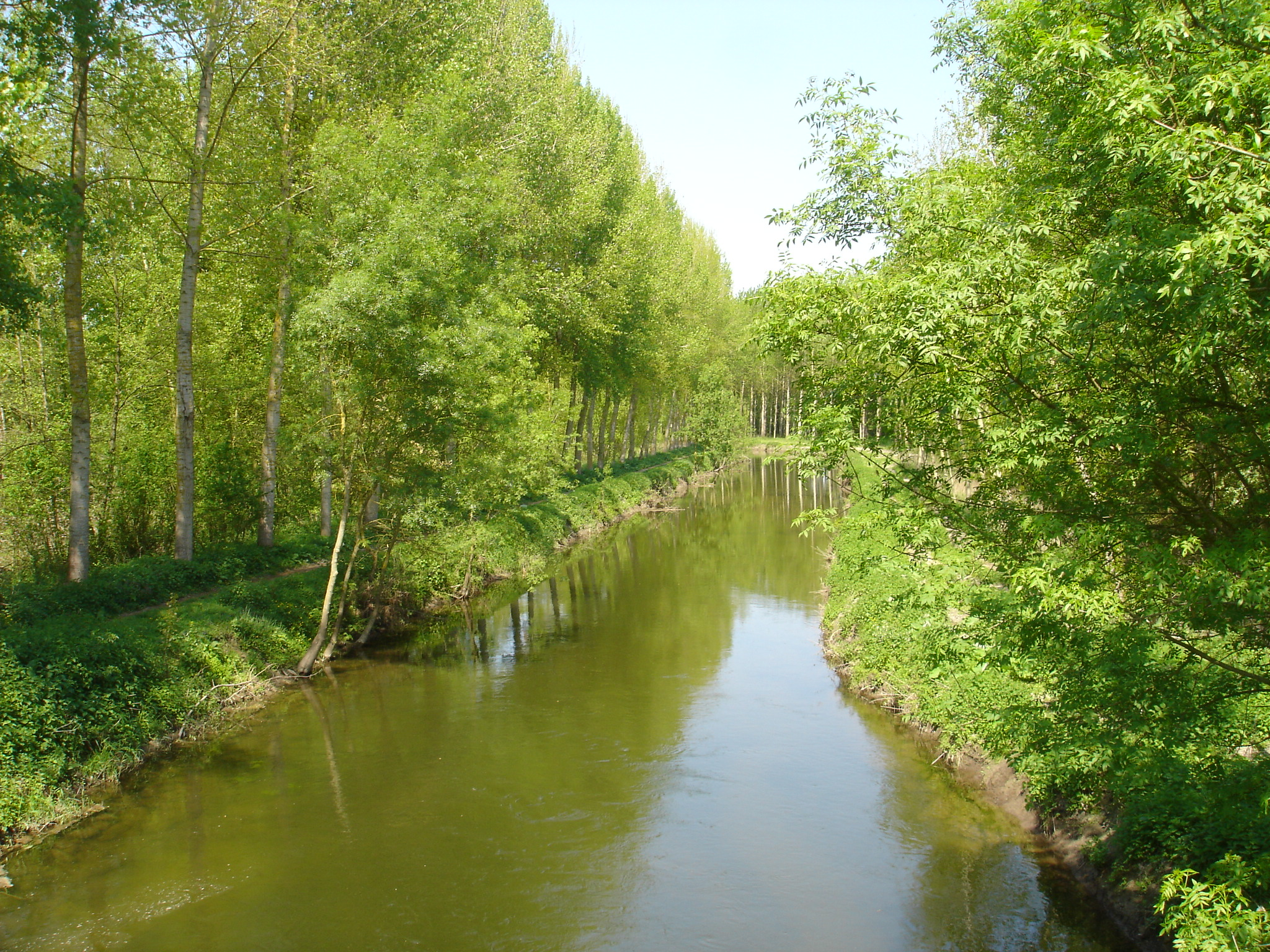
La Dive canalisée fut une concurrente redoutable pour le Thouet.

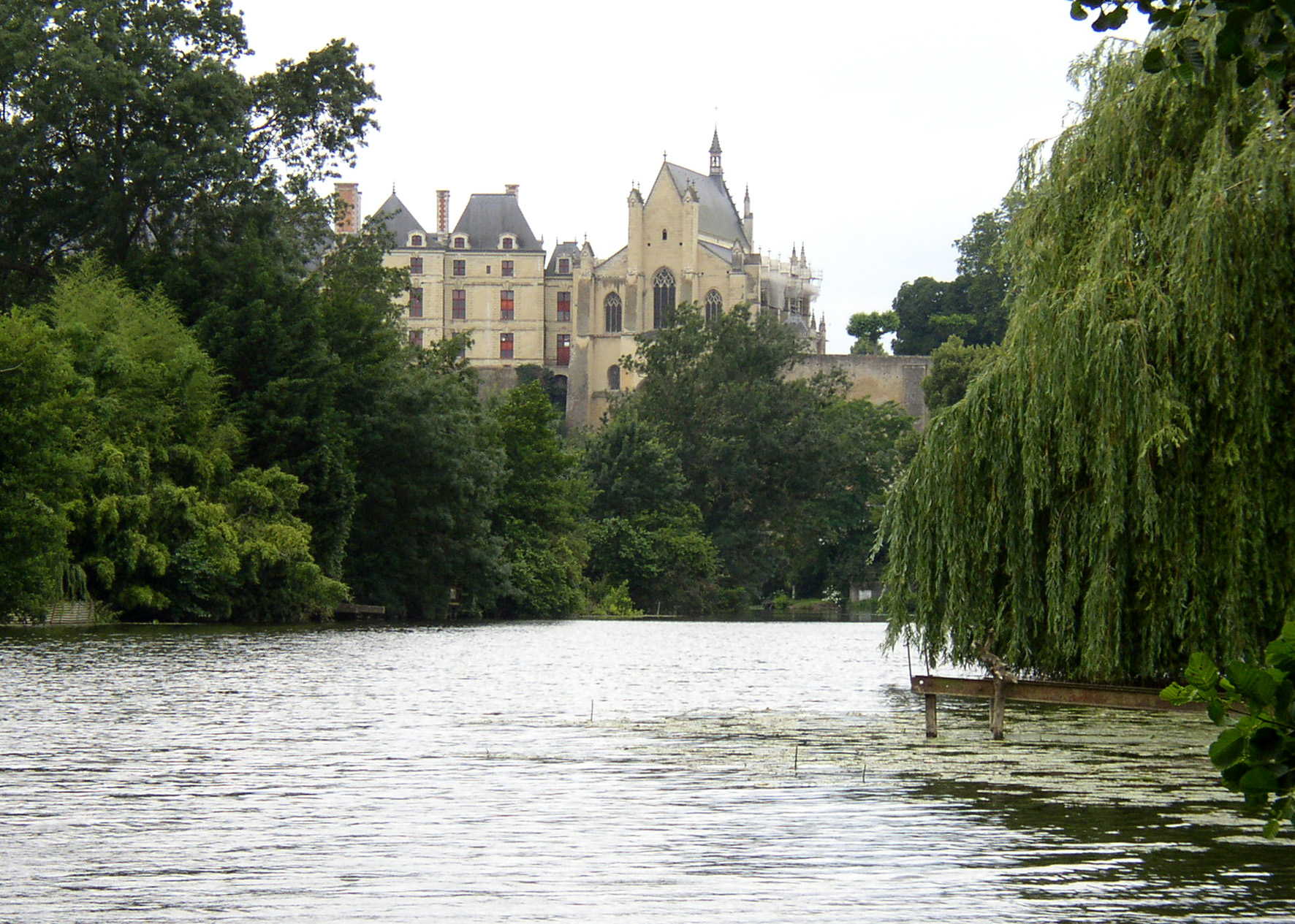
Château des ducs de la Trémoïlle et sa chapelle vus du Thouet à Thouars.

Pour faciliter les opérations d'embarquement et de déchargement des navires, un port fut établi à Montreuil-Bellay sur la rive gauche du Thouet au début du XVIIe siècle qui prit le nom de Port Guibert. Il fut déplacé sur la rive droite en 1710 en raison de la construction d'un nouveau pont sur la rivière et se localisait au pied des remparts de la ville. Durant cette période de deux siècles, les différents aménagements durent subir les caprices du Thouet (inondations, crues) qui obligèrent les seigneurs de Montreuil-Bellay à effectuer d'importantes réparations en augmentant les péages comme en 1662-1663 et en 1771. Un projet de rendre navigable la rivière jusqu'à Thouars fut proposé en 1746 mais resta lettre morte.
Lors de la canalisation de la Dive en 1834, furent construites sur celle-ci et sur le Thouet, en aval de la confluence, des écluses modernes avec bajoyers rectilignes et portes busquées, à Saumoussay et à Saint-Hilaire-Saint-Florent notamment en remplacement des anciens pertuis. Administrativement, ces écluses font partie du canal de la Dive, alors que pour le géographe, la Dive est un affluent du Thouet. Une troisième écluse « moderne » fut construite en même temps sur le Thouet, mais en amont du confluent de la Dive, sur une dérivation à Lamotte, en remplacement du pertuis, d'ailleurs toujours visible.
Mais il était trop tard car le commerce fluvial fut bientôt condamné face à la concurrence des routes devenues plus carrossables, et du chemin de fer, apparu dans la région en 1874. Le gabarit dit « Becquey » de la voie navigable s'avérait insuffisant (écluses de 32 m sur 5,20 m, avec un mouillage de 1,60 m), de 9 mètres en longueur et 0,60 m en mouillage inférieur au gabarit Freycinet dont l'établissement, s'il fut envisagé, ne fut jamais réalisé. En 1905, les bateaux ne remontaient plus qu'à Saumoussay pour y charger du tuffeau, puis, l'année 1920 vit la cessation définitive de toute activité de batellerie.
Le remarquable état de conservation des trois bassins à portes marinières font de cette rivière un terrain de recherches extraordinaire pour les archéologues nauticiens.

## Départements et communes traversés
- Deux-Sèvres : Le Beugnon, Secondigny, Azay-sur-Thouet, Parthenay, Saint-Loup-Lamairé, Airvault, Thouars, Saint-Martin-de-Sanzay.
- Maine-et-Loire : Montreuil-Bellay, Chacé, Artannes-sur-Thouet, Saumur.